# Stichting Levende Mens
Stichting Levende Mens is een Nederlandse stichting die sinds 2010 fondsen werft voor culturele evenementen en publicaties. De stichting is in Leiden gevestigd en verbonden aan de internationale, katholieke lekenbeweging Gemeenschap en Bevrijding.

## Doel
De stichting is gericht op het voorstellen en bevorderen van een opvoeding tot dagelijks leven in overeenstemming met de betekenissen, de waarden en het bewustzijn van de werkelijkheid zoals die begrepen worden middels de christelijke boodschap en in overeenstemming met de ervaring en traditie van de Rooms-Katholieke Kerk. In 2010 is de stichting aangemerkt als een algemeen nut beogende instelling.

## Boeken
Levende Mens heeft de volgende boeken uitgegeven:
- Luigi Giussani, Het risico van de opvoeding, 2011.
- Oscar Vladislas de Lubicz-Milosz, Miguel Mañara, 2012.
- Getijdenboekje, 2017.

De stichting verspreidt ook boeken onder de naam "Books to Live" in samenwerking met de Maranathakerk in Tilburg.